# Церковь Новое Вознесение (Псков)
Церковь Нового Вознесения (Нововознесенская церковь) — недействующий православный храм в Пскове, бывший собор Нововознесенского девичьего монастыря. Построен в XIV веке. Объект культурного наследия федерального значения.

## Описание
Каменная церковь состоит из двухапсидного, одноглавого бесстолпного четверика, притвора с западной стороны и крыльца, переделанного в XIX в. в закрытое помещение. В северо-западной части храма находится трёхстолпная двухпролётная звонница.

## История

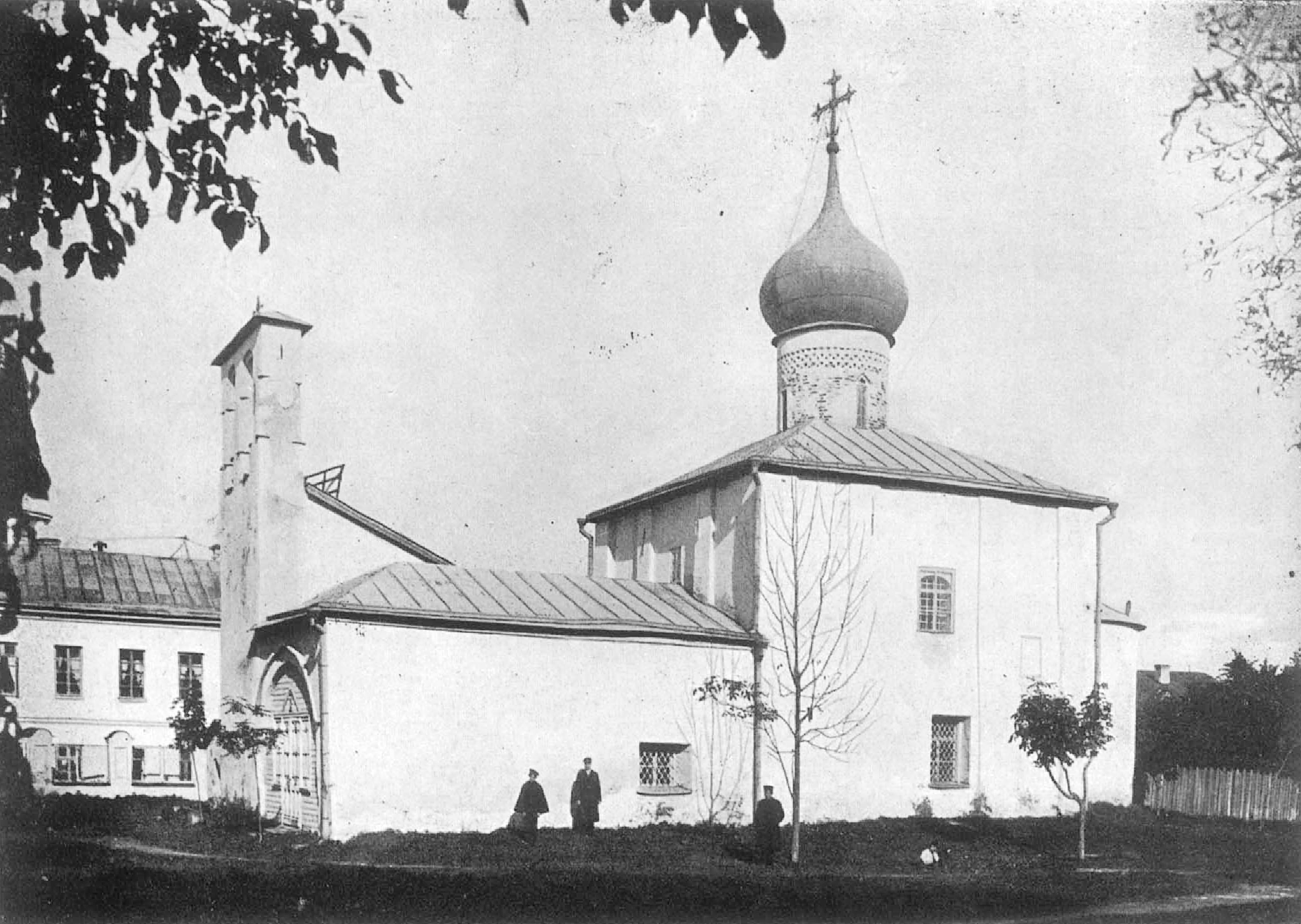
Фотография начала XX века

Церковь подверглась масштабной перестройке во второй половине XVII века. От раннего здания сохранились звонница и западный притвор. И. Е. Грабарь давал характеристику церковной звоннице как «самой прекрасной из звонниц… она изумительно стройна по своим пропорциям, в которых ничего нельзя изменить к лучшему. Здесь нет ничего лишнего и все логично до последней возможности».
После екатерининской секуляризации монастырь был упразднён, церковь обращена в приходскую. В XIX веке церковь Вознесения пришла в запустение. В 1830 году из-за ветхости был разобран придел во имя Богоматери Одигитрии Смоленской. В 1890 году церковь была восстановлена на частные средства жителей города. Восстановлены крыша, купол, реставрирован иконостас.
После революции 1917 года церковь Нового Вознесения была закрыта. Постановлением Совета министров РСФСР от 30.08.1960 г. № 1327 взята под охрану государства как памятник республиканского значения. Церковь не действующая. Занята фондами псковского музея-заповедника.
В марте 2012 года был объявлен открытый аукцион на проектирование и проведение ремонтно-реставрационных (противоаварийных) работ в Нововознесенской церкви.

## Галерея

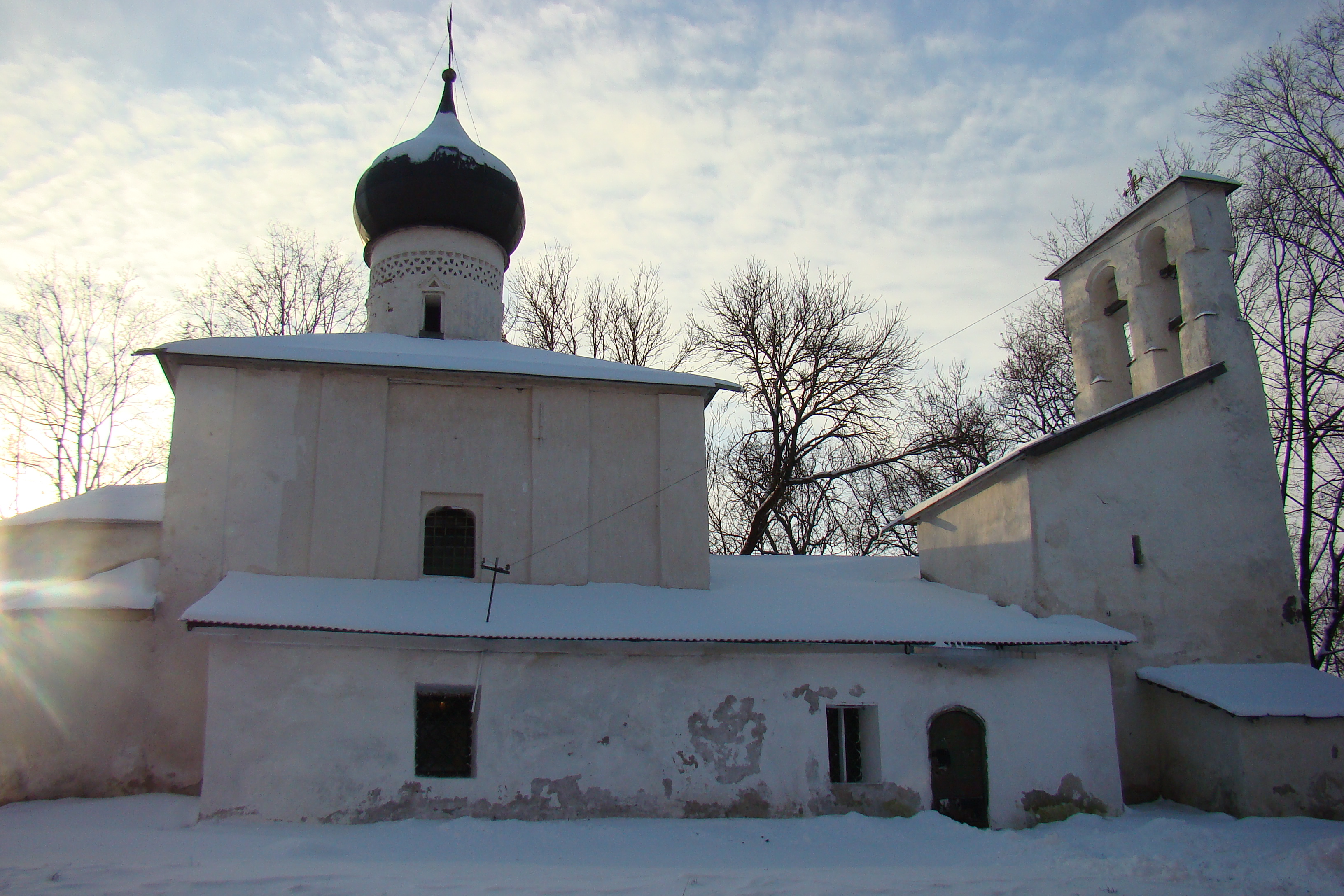
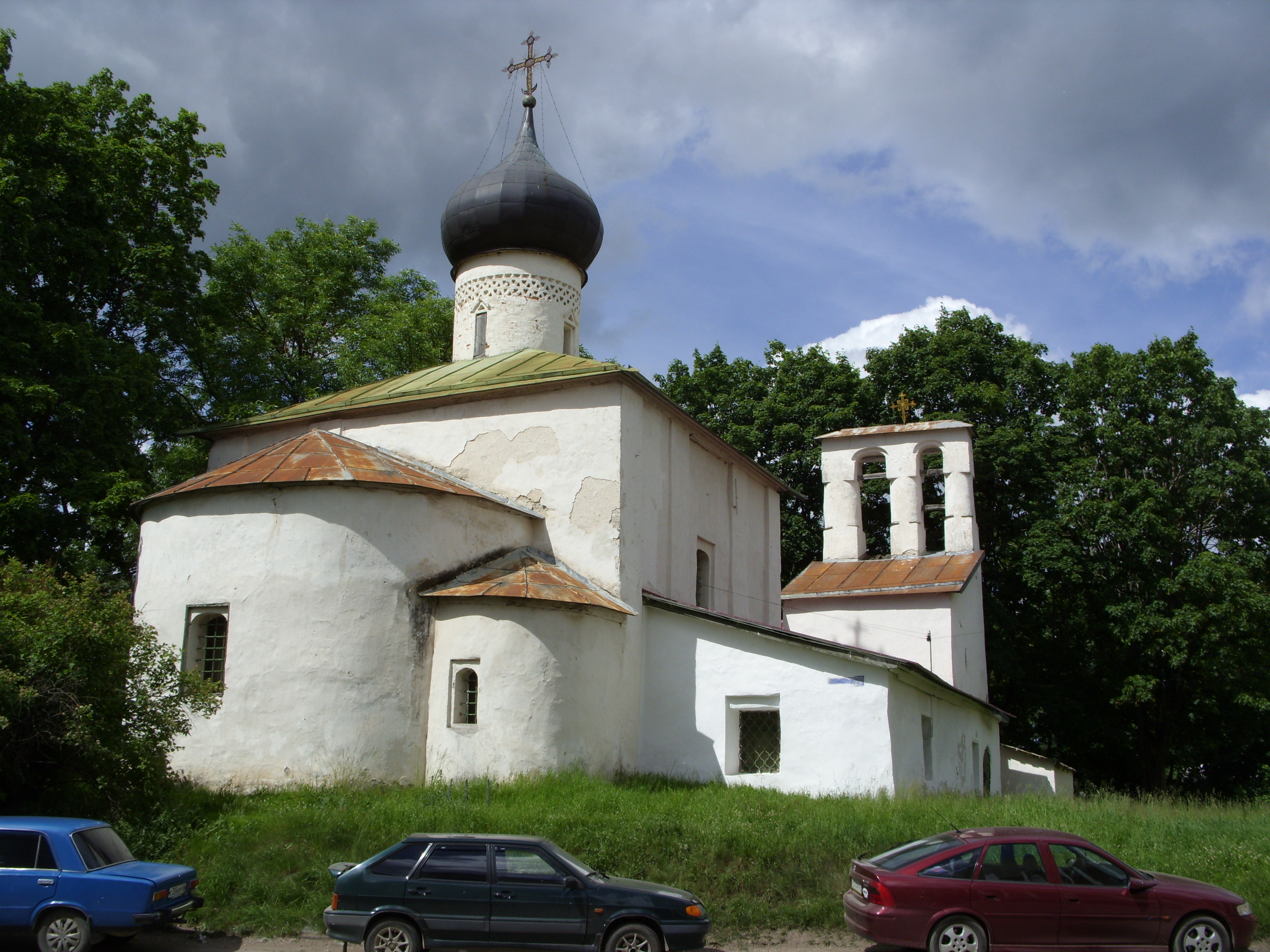
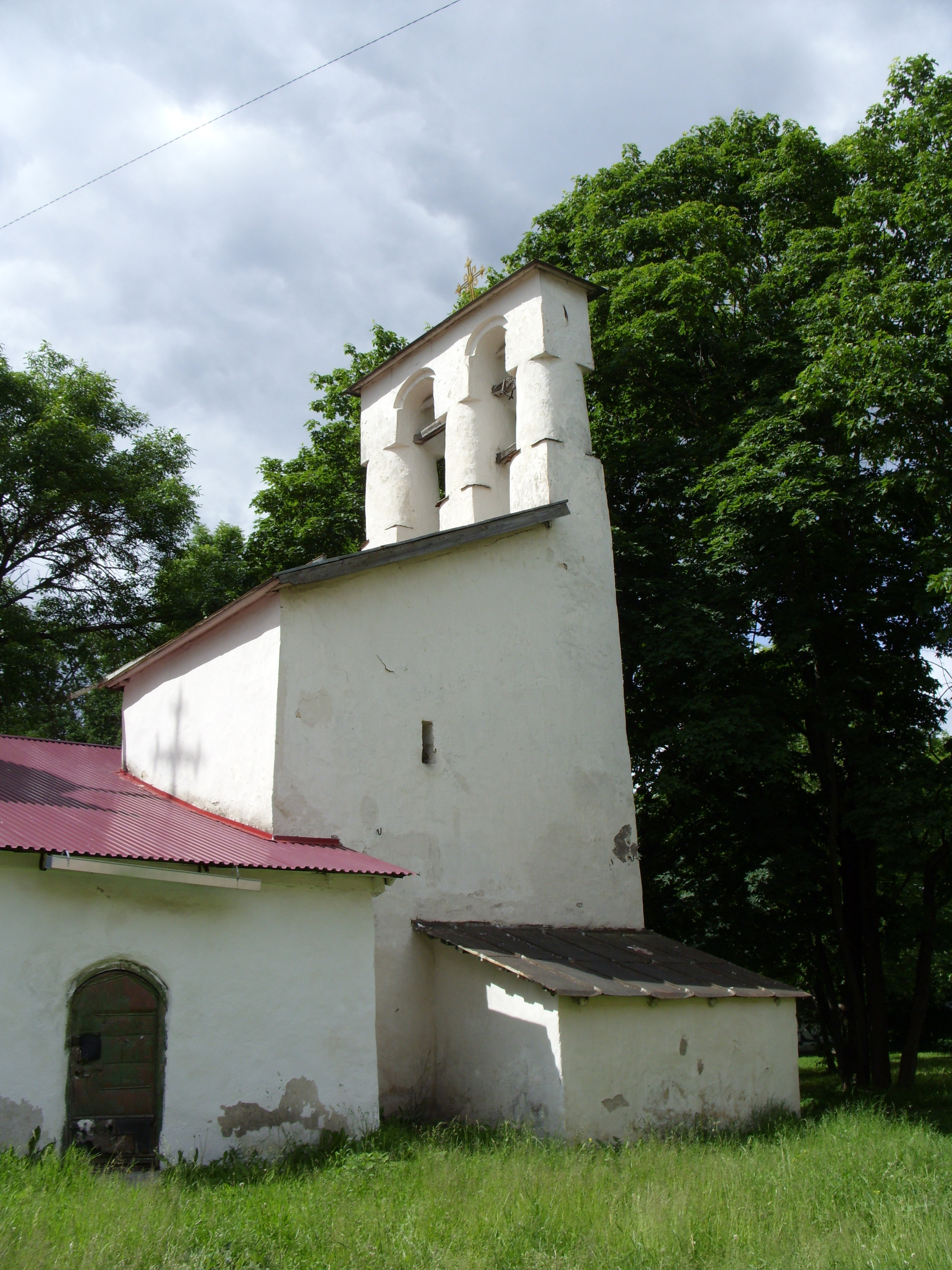